# Aleksander Merlo
Aleksander Merlo (ur. 11 lutego 1952 w Postojnie) – słoweński lekarz, specjalista w zakresie ginekologii i położnictwa, polityk, deputowany do Zgromadzenia Państwowego.

## Życiorys
W 1979 ukończył studia medyczne na Uniwersytecie w Rijece. W 1980 zdał egzamin lekarski, a w 1987 uzyskał specjalizację z ginekologii i położnictwa. Jako lekarz związany z Postojną, obejmował stanowisko dyrektora szpitala w tej miejscowości.
Był związany z Liberalną Demokracją Słowenii. W kadencjach 1996–2000 i 2000–2004 sprawował mandat posła do Zgromadzenia Państwowego (w 2000 zastąpił w parlamencie jednego z deputowanych, którego powołano w skład rządu). W 2024 miał być głównym kandydatem Ruchu Wolności w wyborach europejskich, ostatecznie jednak nie znalazł się w ogóle na liście wyborczej tej partii.